# 211年
| 千纪： | 1千纪                                                                                           |
| 世纪： | 2世纪 \| 3世纪 \| 4世纪                                                                         |
| 年代： | 180年代 \| 190年代 \| 200年代 \| 210年代 \| 220年代 \| 230年代 \| 240年代                       |
| 年份： | 206年 \| 207年 \| 208年 \| 209年 \| 210年 \| 211年 \| 212年 \| 213年 \| 214年 \| 215年 \| 216年 |
| 纪年： | 辛卯年（兔年）；东汉建安十六年                                                                  |

## 大事记
- 中国
  - 3月，曹操派鍾繇出兵討伐漢中的張魯。
  - 關西馬超、韓遂等十個軍團起兵，不滿曹操，攻向潼關，爆發潼關之戰。因此在京的馬騰，馬鐵，馬休被曹操處死。
  - 7月，曹操至潼關與關西聯軍交戰。至9月曹軍大勝。
  - 10月，曹操圍攻安定，楊秋投降。至12月回師，留夏侯淵屯長安。
  - 12月，劉璋麾下張松、法正提案請劉備入蜀作防，劉備答應，北至葭萌。
  - 孫吳派遣大將步騭為交州刺史。交州成了東吳的勢力範圍。士燮將兒子收至東吳為人質，並每年貢獻當地寶物以維持其政權。孫權加封其為左將軍。

- 日本
  - 10月，神功皇后派兵突襲新羅勝利，威使百濟、高句麗畏懼稱臣，此後三韓臣服年年納貢。

- 羅馬帝國
  - 羅馬帝國第二十三任皇帝，塞提米烏斯·塞維魯斯在約克病逝，形成卡拉卡拉與塞普提米烏斯·蓋塔二帝共治的局面，不久後卡拉卡拉暗殺塞普提米烏斯·蓋塔，並處死塞普提米烏斯·蓋塔的支持者，卡拉卡拉開始獨自執政。

## 各国领袖

### 亞洲
- 中國（東漢）
  - 君主：漢獻帝（189年－220年）
  - 實質掌權者: 曹操（丞相）
  - 主要州牧：曹操、孙权、劉璋、劉備、馬騰（被杀）
- 南匈奴 - 呼厨泉单于（195年－216年）
- 日本 - 神功皇后（攝政，200年－270年）
- 泰米尔哲罗（Chera）王朝 - Yanaikat-sey Mantaran Cheral（201年－241年）
- 亚美尼亚 - 霍斯羅夫一世, 亚美尼亚国王 (198-217)
- 朝鲜半岛 (朝鲜三国时代)
  - 百济 - 肖古王, 百济王 (166–214)
  - 金官伽耶 - 居登王, 伽耶王 (199-259)
  - 高句丽 - 山上王, 高句丽王 (197–227)
  - 新罗 - 奈解尼師今, 新罗王 (196–230)
- 高加索伊比利亚王国 - Rev I the Just（英语：Rev I of Iberia）, 伊比利亚王 (189-216)
- 贵霜帝国 - 韋蘇提婆一世（Vasudeva I） (c.191-225)
- 奥斯若恩 - Agbgar九世大王（英语：Abgar IX）, 奥斯若恩国王 (177-212)
- 安息帝国 - Vologases六世（英语：Vologases VI of Parthia）, 帕提亚国王 (c.208-228)

### 欧洲
- 罗马帝国 -
  1. 塞普蒂米烏斯·塞維魯, 罗马皇帝 (193-211)
  2. 塞普提米乌斯·盖塔, 罗马皇帝 (211)
  3. 卡拉卡拉, 罗马皇帝 (211-217)

### 非洲
- 库什王朝 (Kush) - Teritedakhatey国王，（200年－215年）

## 出生
- 司马昭（211年－265年9月6日）54岁，字子上，是司马懿與張氏的次子，司马师之弟，西晋开国皇帝司马炎之父，曹魏後期著名政治家和军事家。

## 逝世
- 馬騰，東漢末年武將，蘭干縣尉馬平之子。
- 馬鐵、 馬休:馬騰之子、馬超之兄弟。
- 2月4日——塞提米烏斯·塞維魯斯，羅馬帝國第二十一任皇帝。
- 塞普提米烏斯·蓋塔，羅馬帝國第二十三任皇帝，塞提米烏斯·塞維魯斯之子，卡拉卡拉之弟。